# Třeboň
Třeboň este o arie protejată (arie specială de conservare — SAC, sit de importanță comunitară — SCI) din Republica Cehă întinsă pe o suprafață de 98,12 ha, integral pe uscat.

## Localizare
Centrul sitului Třeboň este situat la coordonatele 48°59′14″N 14°46′40″E / 48.987222°N 14.777778°E.

## Înființare
Situl Třeboň a fost declarat sit de importanță comunitară în aprilie 2005 pentru a proteja 2 specii de animale. Situl a fost protejat și ca arie specială de conservare în iulie 2012.

## Biodiversitate
Situată în ecoregiunea continentală, aria protejată nu include niciun habitat protejat.
La baza desemnării sitului se află mai multe specii protejate de  nevertebrate (2): croitorul mare al stejarului (Cerambyx cerdo), Osmoderma eremita.